# Шамовская волость
Шамовская волость — административно-территориальная единица Александрийского уезда Херсонской губернии.
По состоянию на 1886 год состояла из 9 поселений, 12 сельских общин. Население 2650 человек (1328 мужского пола и 1322 женского), 515 дворовых хозяйств.
| Собственность  | Площадь (в т. ч. пахотной) |
| -------------- | -------------------------- |
| Сельских общин | 2251 (2021)                |
| Частная        | 4513 (2249)                |
| Казённая       | —                          |
| Другая         | 130 (20)                   |
| Всего          | 6894 (4290)                |

Самое большое поселение:
- Шамовка — село при реке Ингулец в 35 верстах от уездного города, 603 человека, 125 дворов, православная церковь.